# Ballance
Ballance (от англ. ball — «шар» и англ. balance — «баланс») — трёхмерная компьютерная игра в жанре головоломки, разработанная компанией Cyparade и изданная Atari в 2004 году в Европе и в 2006 году в Америке. Издатель в странах СНГ компания 1С. Геймплей подобен игре Marble Madness: игрок контролирует шар, который должен довести до конца определённого уровня, не уронив.

## Игровой процесс
| Системные требования    | Системные требования                    | Системные требования                     |
| ----------------------- | --------------------------------------- | ---------------------------------------- |
|                         | Минимальные                             | Рекомендуемые                            |
| Microsoft Windows       |                                         |                                          |
| ОС                      | Windows 98/ME/2000/XP                   | Windows 98/ME/2000/XP                    |
| ЦПУ                     | 350 MHz Intel Pentium II                | 450 MHz Intel Pentium III                |
| Объём ОЗУ               | 64 MB (128 MB для Win 2000/XP)          | 128 MB                                   |
| Место на диске          | 150 MB                                  | 150 MB                                   |
| Информационный носитель | CD-ROM                                  | CD-ROM                                   |
| Видеокарта              | 8 MB DirectX 8.1 совместимая видеокарта | 16 MB DirectX 8.1 совместимая видеокарта |
| Звуковая плата          | Звуковая карта                          | Звуковая карта                           |
| Устройства ввода        | Клавиатура                              | Клавиатура, Мышь                         |

Ballance — головоломка, цель которой — пройти уровень до конца. Всего в игре 13 уровней. Сложность уровней повышается с каждым следующим. По пути игрок должен проходить множество препятствий, таких как механические качели, мосты, маятники и т.д. Игрок имеет определённое количество жизней, которые он может потерять, упав вниз. Большое значение в игре имеют детальная проработка взаимодействия объектов, учитывающая их физические параметры. Без использования физических особенностей невозможно пройти игру (например, столкнуть ящики на пути).
Особенностью шара в игре является возможность изменить его материал и физические характеристики. Существует три материала — древесина, камень, бумага. Для изменения материала игрок должен поставить шар на один из специальных пунктов (трансформаторов). Каждый трансформатор отвечает за определённый материал. Приоритетом игры является пройти уровень за минимальное количество времени, чтобы потратить наименьшее количество очков, число которых постепенно снижается. В ходе прохождения имеется возможность собирать дополнительные очки, чекпойнты, жизни.
Загадки в игре основаны на архитектуре и принципах простой механики. Часто они зависят от физического состояния шара (материала).

## Разработка и выпуск
15 февраля 2004 года открылся официальный сайт игры. Также разработчики заявили о скором выходе демоверсии игры, которая будет включать в себя 1 уровень из игры, а также о том, что их сайт будет только на английском языке.
27 февраля 2004 года стало известно о том, что игра отправилась «на золото», издателем игры выступала Atari.
8 марта 2004 года стало известно о том, что завершена работа над официальным форумом игры. Также разработчики заявили, что из-за финансовых проблем издатель отложил релиз игры на месяц.
2 апреля 2004 года состоялся релиз игры в Великобритании. Игру можно заказать через интернет-сервис Amazon (UK). 29 апреля 2009 года релиз игры состоялся в Германии, а также в других странах.
30 апреля 2004 года вышла демоверсия, которая включала в себя один уровень из игры.
14 сентября 2004 года был выпущен 13-й уровень к игре. Его можно бесплатно скачать на официальном сайте игры.
25 октября 2006 года состоялся релиз игры в США, а также в Японии. Игру также можно было заказать через сервис Amazon в этих странах.
5 января 2024 года игра вышла в Steam и GOG под издательством Ziggurat Interactive.

## Рецензии и награды
| Сводный рейтинг       | Сводный рейтинг        |
| Агрегатор             | Оценка                 |
| --------------------- | ---------------------- |
| Metacritic            | не присвоен (2 обзора) |
| MobyRank              | 76 % (5 обзоров)       |
| Иноязычные издания    |                        |
| Издание               | Оценка                 |
| Adrenaline Vault      | 4,5/5                  |
| JeuxVideoPC.com       | 80 %                   |
| The Gamer's Base      | 7,5/10                 |
| Yiya                  | 4,7/5                  |
| GameStar              | 61 %                   |
| Русскоязычные издания |                        |
| Издание               | Оценка                 |
| «Игромания»           | 8/10                   |
| Награды               |                        |
| Издание               | Награда                |
| Adrenaline Vault      | "Seal of Excellence"   |

28 июля 2004 года игра выиграла награду «Seal of Excellence» в обзоре Боба Мандела (англ. Bob Mandel) на сайте «The Adrenaline Vault» за инновационность и забытую концепцию.
Также игра набрала 74% в обзоре на сайте PC Action.
30 августа 2004 года русский обозреватель Игромания, в своем обзоре наградил игру достаточно высокой оценкой: «В общем, если вам когда-нибудь надоест гонять монстров по бесконечным заводам и строить „танчики“ в бесчисленных RTS, — просто запустите Ballance и поймете все сами».
19 марта 2006 года игровой сайт JeuxVideoPC.com наградил игру 80% и словами:«Несмотря на смешной размер игры вы получите большую дозу адреналина и впечатлений».
6 марта 2006 года сайт The Gamer’s Base в своем обзоре оценил игру в 7,5 баллов из 10, при этом утверждая, что: «Игра является успешным наследником двадцатилетней Marble Madness!»
Немецкий игровой сайт Yiya, проведя детальный обзор игры, наградил её 4,7 баллами из 5: «Человек, который ищет современную переработку классической игры с прекрасным геймплеем, нашел её. В противном случае мы рекомендуем поиграть в демоверсию».
Немецкий сайт GameStar дал игре достаточно низкий балл — 61%, заметив при этом, что: «Ballance простая игра, но идеально подходит для отдыха во время перерыва».